# Frank Dux
Frank William Dux (Toronto, 6 aprile 1956) è un artista marziale statunitense.

## Biografia
Trascorre l'infanzia nella Valle di San Fernando, in California. Secondo quanto affermato da lui, a 16 anni si trasferisce in Giappone, per apprendere le tecniche del ninjutsu. Viene allenato dal leggendario Senzo Tanaka, soprannominato Tiger, famoso esperto di arti marziali con la passione per il giardinaggio. L'esperienza in Giappone ed il consolidamento del suo stile, basato sulle fondamenta del Koryū, gli permettono di ritornare a Los Angeles, per aprire più scuole di ninjutsu in alcuni quartieri della città. Stringe amicizia con l'attore Jean-Claude Van Damme, con il quale ha una stretta collaborazione alla coreografia dei combattimenti dei film: Senza esclusione di colpi (film 1988), Lionheart - Scommessa vincente (1990) e Solo la forza (1993). Nel 1996 è il co-soggetto, insieme Van Damme, del film La prova.

## Controversie
- Dux ha sostenuto di aver vinto un torneo clandestino di arti marziali alle Bahamas, basato sulle regole del Kumite, nel 1975. La spada, ricevuta da questa strabiliante impresa, è stata venduta da Frank, per salvare una barca piena di bambini orfani, presi in ostaggio dai pirati filippini. Kenneth Wilson,  rappresentante del Ministero dello sport delle Bahamas, ha smentito le dichiarazioni di Dux che, a sua volta, controbatte dicendo che il torneo, in quanto clandestino, è stato tenuto segreto. Aggiunge sottolineando che i suoi critici fanno parte di una cospirazione, con a capo Stephen Hayes, noto allenatore di ninja[6]. Questa sua presunta impresa, nel 1980, appare in un articolo della rivista statunitense Black Belt Magazine, diventando motivo di ispirazione per il film Senza esclusione di colpi con Jean-Claude Van Damme[7]. In un'intervista del 2012, Sheldon Lettich, uno degli sceneggiatori del film, ha screditato questa tesi, dicendo che la trama del film è pura invenzione[8].
- Ha dichiarato di aver ricevuto una Medaglia d'Onore, per essere stato agente segreto della CIA, nel Sud-est asiatico, intorno agli anni 80. Questa sua dichiarazione viene smentita dal Colonnello dei Marines David Tomsky[9].

## Pubblicazioni
- The Secret Man: An American warrior's uncensored story, 1996.  ISBN 9780060391522